# Uromys boeadii
Uromys boeadii és una espècie de mamífer rosegador de la família dels múrids. És endèmic de l'illa de Biak (Indonèsia). El seu hàbitat natural són els boscos tropicals humits. A data de novembre del 2017 tan sols se n'havia trobat un espècimen. Està amenaçat per la caça i la destrucció del seu medi. L'espècie fou anomenada en honor del zoòleg indonesi D. R. S. «Pak» Boeadi.